# イコバス

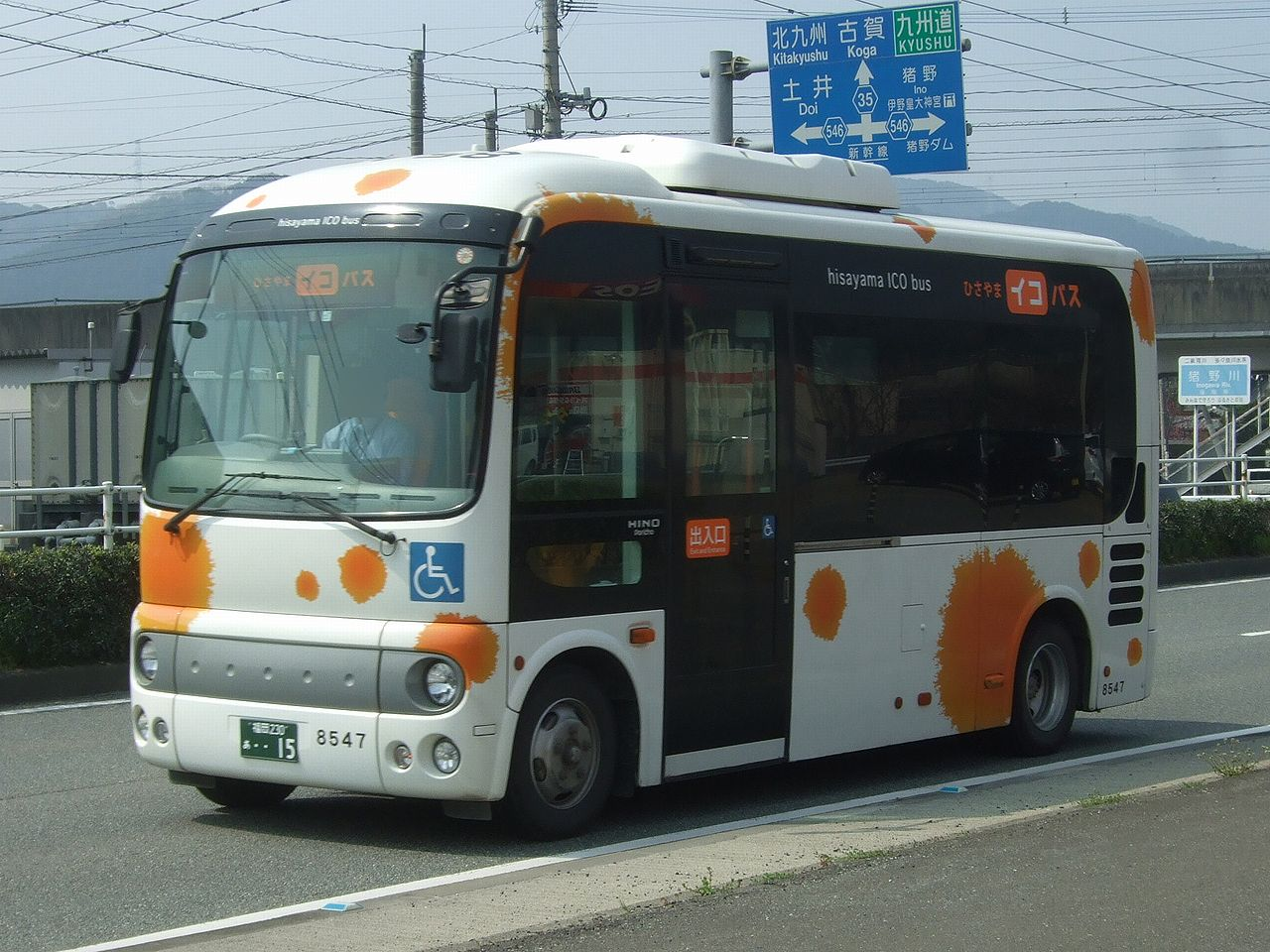
山田先まわり便に使用される日野・ポンチョ
コミュニティバス運行開始時からの車両で西鉄バス宗像所属時の社番が協和タクシー移管後も残っている

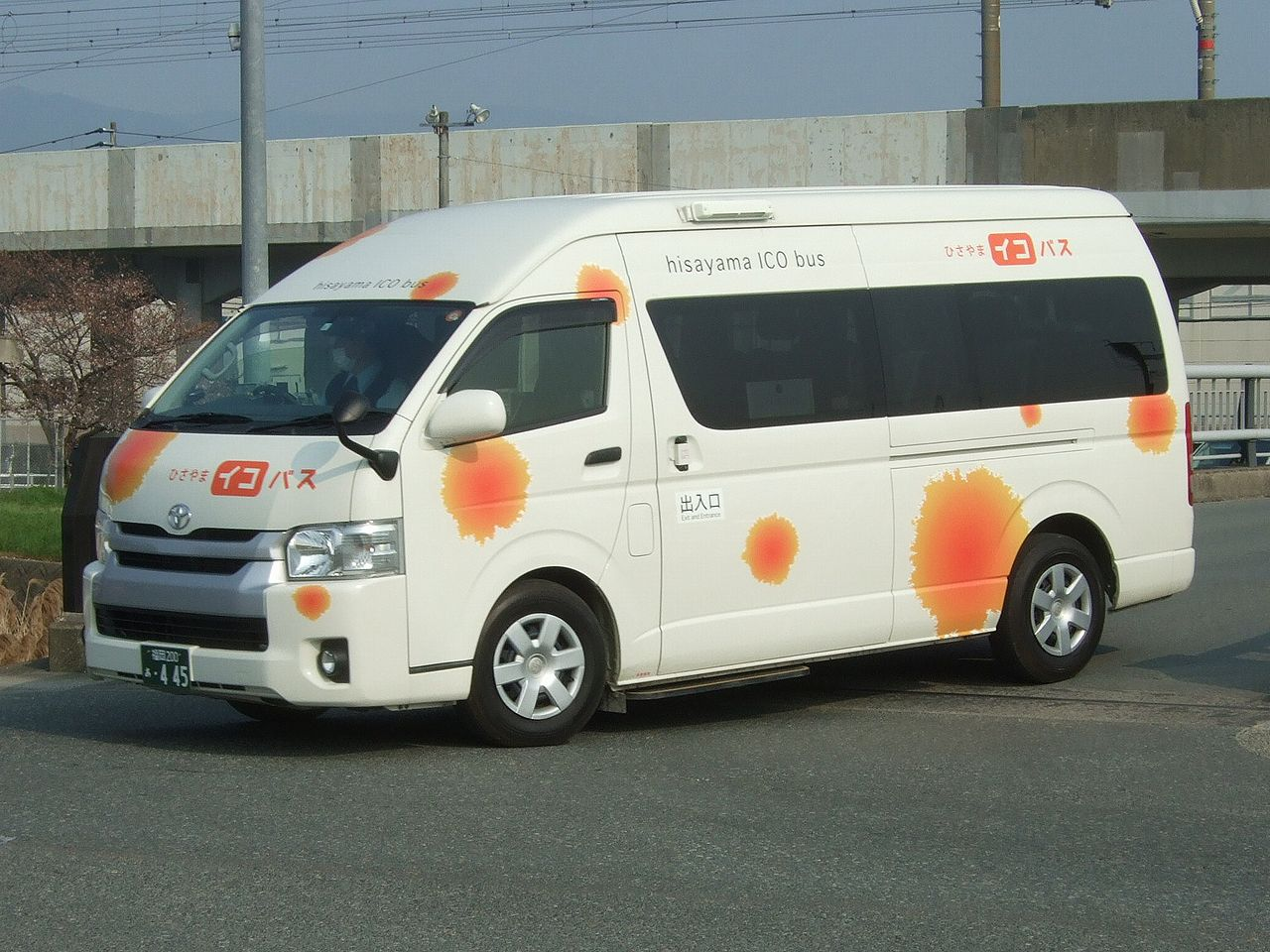
久原先まわり便に使用されるトヨタ・ハイエース

イコバスは、福岡県糟屋郡久山町が運行するコミュニティバスである。

## 概要
久山町内各地で運行するコミュニティバス形態の公共交通で、2011年12月28日まで運行していた無料巡回福祉バス「やまばと号」の代替として2012年より運行開始した。
運賃は100円均一で、障害者手帳等（身体障害者手帳・精神障害者保健福祉手帳・療育手帳）所持者は50円。小学生未満は保護者1人につき3人まで無料。
久山町役場が所管し、新宮町にある新宮タクシーが実際に運行する。

## 沿革
- 2012年（平成24年）1月4日 - 試験運行開始（運賃無料）[2]
- 2012年（平成24年）4月1日 - 本格運行に移行、有料化。
- 2012年（平成24年）10月1日 - ダイヤ改正。ルート変更により所要時間を1周1時間20分から平日1時間10分、土日祝日58分に短縮。
- 2014年（平成26年）11月17日 - ダイヤ改正[3]。
  - トリアス敷地内経由とし、「Aコープ久山店前」「トリアスダイソー前」「トリアス生鮮市場横」のバス停を設置
  - 「上林」「下林」バス停を休止。
- 2017年（平成29年）4月1日 - 運行事業者を西鉄バス宗像より協和タクシー（現・新宮タクシー）に変更し、nimocaの取扱いを終了。
- 2017年（平成29年）11月1日 - ダイヤ改正。
  - 「山の神」と「上ヶ原」「けやきの森幼稚園前」バス停を新設。
  - 山田先まわりコースと久原先まわりコースの2種類を運行開始。
- 2019年（平成31年）4月1日 - ダイヤ改正。
  - 幹線系統を運行開始、従来の路線は町内巡回便として運行継続。

## 路線（2024年3月23日改正時点）

### 幹線系統
トリアス久山と篠栗駅を結ぶ系統。2019年4月1日に西鉄バスの久山町内区間の大部分が廃止されたのと同時に新設された。3系統があり、全系統合わせて平日38往復、土曜日26往復、日祝日20往復が運行される。
[1]（直行便）：トリアス久山 - 下山田 - けやきの森幼稚園 - 上山田南 - 久山中学校前 - 久山役場前 - 久原小学校前 - Aコープ久山店前 - 久山 - 久山療育園前 - ヘルスC&Cセンター前 - Nayuta前  - 大浦 - 篠栗霊園前 - 篠栗北 - 篠栗駅前
[2]（猪野経由便）：トリアス久山 - 下山田 - けやきの森幼稚園 - 山田小学校前 - 山田郵便局前 - 猪野赤坂入口 - 久原本家前（正門前） - 猪野 - 白谷前 - 白山神社前 - 山の神 - 上ヶ原 - 古賀の脇橋前 - 東久原北 - 久山療育園前 - ヘルスC&Cセンター前 - Nayuta前 - 大浦 - 篠栗霊園前 - 篠栗北 - 篠栗駅前
[3]（猪野複乗便）：トリアス久山 - 下山田 - 久原本家前（正門前） - 猪野 - 猪野赤坂入口 - 山田郵便局前 - 山田小学校前 - 上山田南 - 久山中学校前 - 久山役場前 - 久原小学校前 - Aコープ久山店前 - 久山 - 久山療育園前 - ヘルスC&Cセンター前 - Nayuta前 - 大浦 - 篠栗霊園前 - 篠栗北 - 篠栗駅前

### 町内巡回線
久山町中心部にあるレスポアール久山を起終点とする循環路線である。山田線・久原線の2路線があり、それぞれ時計回りと反時計回りの計4系統で運行される。山田線は平日・土曜日は4本ずつ、日祝日2本ずつ。久原線は平日・土曜日2本ずつ、日祝日1本ずつ。土曜日・日祝日には一部停車しないバス停がある（以下の【 】内のバス停）。
[4] 山田線 時計回り
レスポアール久山 → Aコープ久山店前 → 久原小学校前 → 役場下 →【役場玄関前】→ 月見ヶ丘入口 → 深井 →【※宏洲整形外科医院前】→ 下久原 → 中久原 → Aコープ久山店前 → 久原小学校前 → 久山役場前 → 久山中学校前 → 上山田南 → けやきの森幼稚園 → いつき会館前 → 下山田 → 下山田公民館前 → トリアスダイソー前 → トリアス久山 →【※古賀橋トリアス前】→ 下山田 → 下山田公民館前 → 長寿園入口 → 長寿園 → 小浦台南 → 小浦台北 → 小浦台入口 →【大谷川】→ 大谷 → 藤河 → 黒河 → レイクウッド久山前 → 草場住宅前 → 草場 → 草場東 → 緑ヶ丘 → 皇大神宮下 → 猪野 →【南新町 → 赤坂団地】→ 猪野赤坂入口 → 山田郵便局前 → 山田小学校前 → 上山田南 → 久山中学校前 → 久山役場前 → 役場下 →【役場玄関前】→ 月見ヶ丘入口 → 深井 →【※宏洲整形外科医院前】→ 下久原 → 中久原 → Aコープ久山店前 → 久原小学校前 → レスポアール久山
[5] 山田線 反時計回り
レスポアール久山 → Aコープ久山店前 → 久原小学校前 → 役場下 →【役場玄関前】→ 月見ヶ丘入口 → 深井 →【※宏洲整形外科医院前】→ 下久原 → 中久原 → Aコープ久山店前 → 久原小学校前 → 久山役場前 → 久山中学校前 → 上山田南 → 山田小学校前 → 山田郵便局前 → 猪野赤坂入口 →【赤坂団地 → 南新町】→ 猪野 → 皇大神宮下 → 緑ヶ丘 → 草場東 → 草場 → 草場住宅前 → レイクウッド久山前 → 黒河 → 藤河 → 大谷 →【大谷川】→ 小浦台入口 → 小浦台北 → 小浦台南 → 長寿園 → 長寿園入口 → 下山田 → 下山田公民館前 → トリアスダイソー前 → トリアス久山 →【※古賀橋トリアス前】→ 下山田 → いつき会館前 → けやきの森幼稚園 → 上山田南 → 久山中学校前 → 久山役場前 → 役場下 →【役場玄関前】→ 月見ヶ丘入口 → 深井 →【※宏洲整形外科医院前】→ 下久原 → 中久原 → Aコープ久山店前 → 久原小学校前 → レスポアール久山
※宏洲整形外科医院前は土曜日の13時以降の便および日祝日全便が通過。
※古賀橋トリアス前は日祝日のみ全便が通過。
[6] 久原線 時計回り
レスポアール久山 → 久山植木前 → 上久原 → 山の神 → 上ヶ原 → 古賀の脇橋前 → 昭和町 → 東久原 → 久山療育園前 → ヘルスC&Cセンター前 → Nayuta前 → 久山療育園前 → 久山 → Aコープ久山店前 → 久原小学校前 → 役場下 →【役場玄関前】→ 月見ヶ丘入口 → 深井 →【※宏洲整形外科医院前】→ 下久原 → 中久原 → レスポアール久山
[7] 久原線 反時計回り
レスポアール久山 → Aコープ久山店前 → 久原小学校前 → 役場下 →【役場玄関前】→ 月見ヶ丘入口 → 深井 →【※宏洲整形外科医院前】→ 下久原 → 中久原 → 久山 → 久山療育園前 → ヘルスC&Cセンター前 → Nayuta前 → 久山療育園前 → 東久原 → 昭和町 → 古賀の脇橋前 → 上ヶ原 → 山の神 → 上久原 → 久山植木前 → レスポアール久山
※宏洲整形外科医院前は土曜日の13時以降の便および日祝日全便が通過。

## 車両
篠栗駅 - 久山町間の幹線系統には日野・ポンチョが、町内循環線には2017年11月から導入したトヨタ・ハイエース（12人乗り）が使用される。
車両デザインは、白地に久山町に生息するホタルとヒメコウホネを題材とした模様を配したものである。